# Fra Angelico
Fra Angelico (eredeti neve Guido di Pietro, rendjében felvett neve pedig Fra' Giovanni da Fiesole) (Vicchio, 1395 k. – Róma, 1455. február 18.) Domonkos-rendi szerzetes, firenzei festő, az olasz reneszánsz quattrocento időszakának jelentős képzőművésze. Képein a miniatúrafestészet ragyogó arany, piros, kék színeibe öltöztette szabatos perspektívájú jeleneteinek csaknem gótikusan nyúlánk alakjait.
Szent II. János Pál pápa 1982-ben boldoggá avatta.

## Életpályája

### Korai évei, 1395–1436

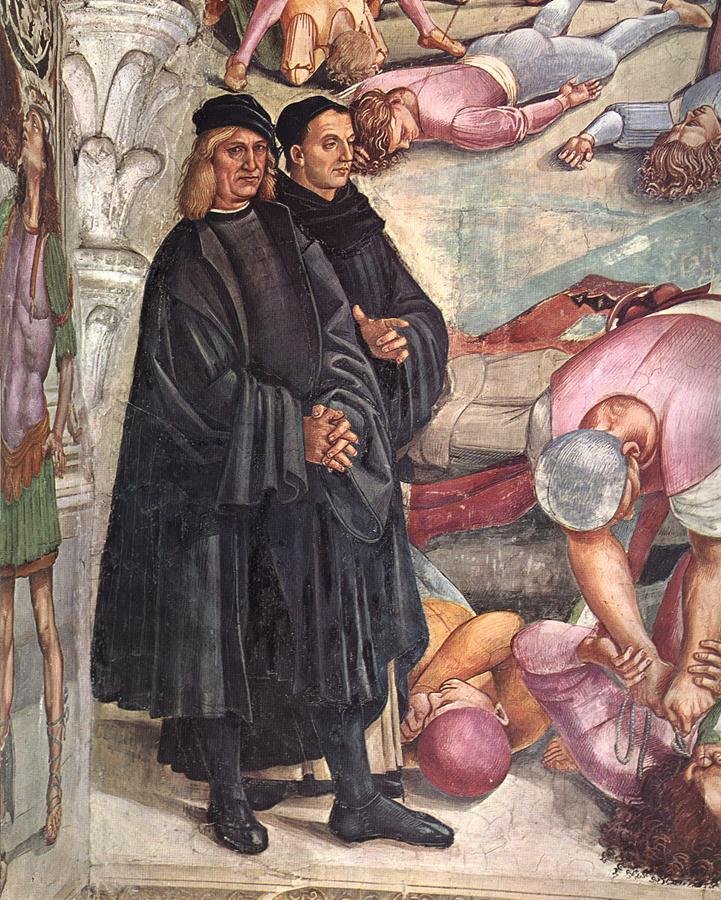
Luca Signorelli: Utolsó ítélet (részlet) Luca Signorelli saját alakja mellett látható Fra Angelico portréja, Duomo, Orvieto

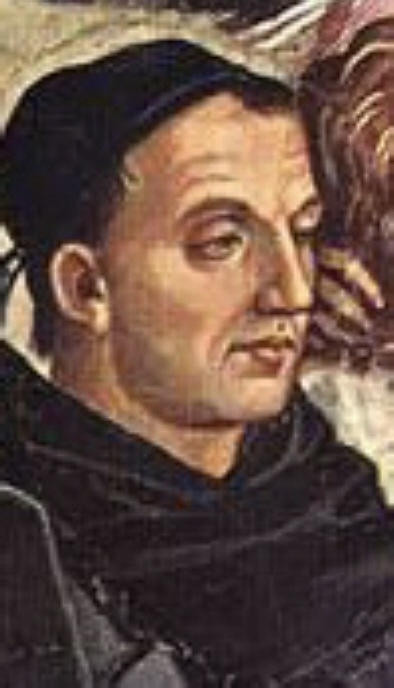
Fra Angelico

Angyali üdvözlet 1430–1432, Prado,
Madrid

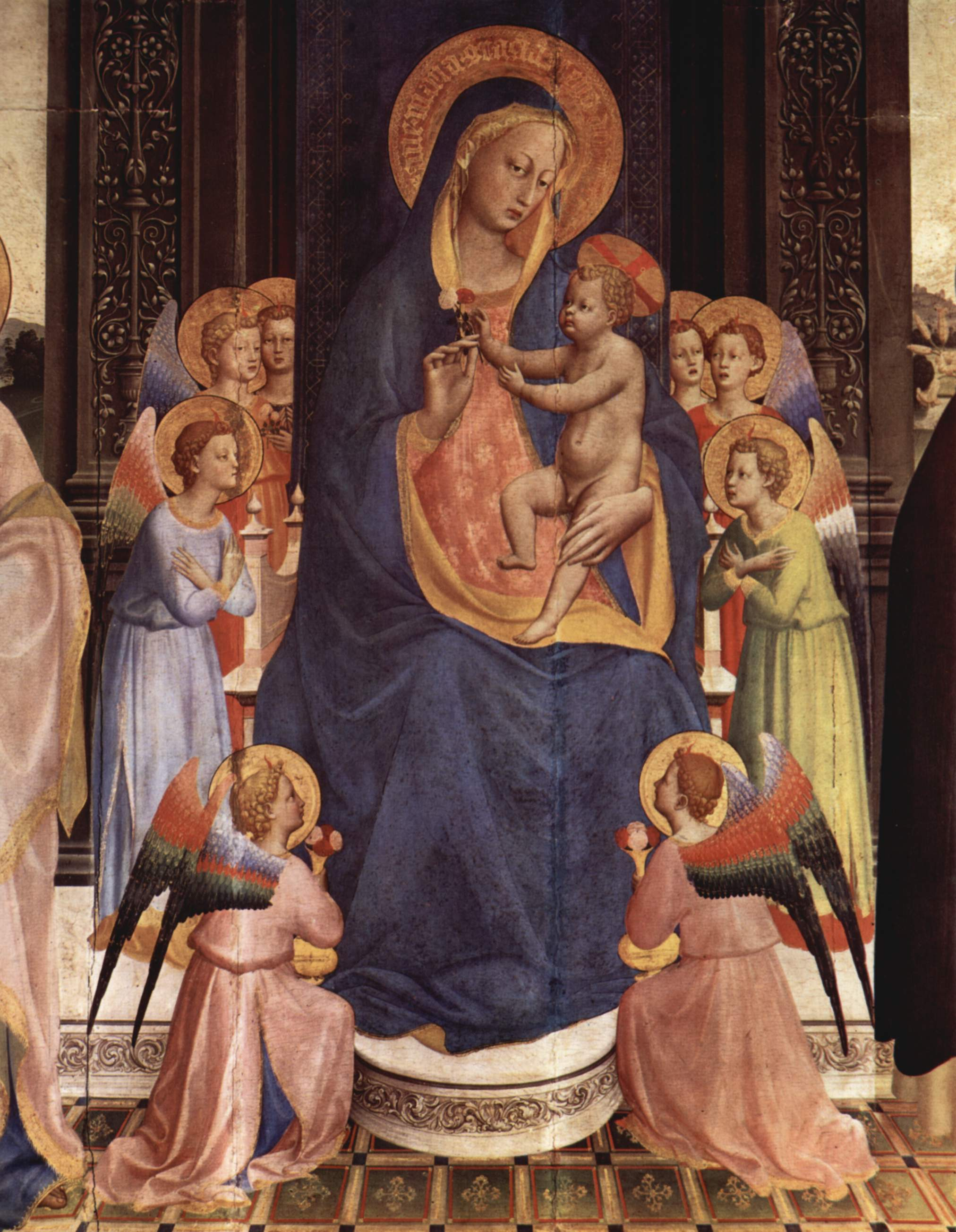
Trónoló Madonna, 1428–1430, Fiesole, San Domenico

Fra' Giovanni da Fiesole, eredeti nevén Guido di Pietro 1387-1395 között született Vicchio nel Mugellóban, Firenze közelében. Húszéves lehetett, amikor Giovanni Dominici majdani püspök, később kardinális prédikációjának hatására testvérével, Benedettóval, belépett a fiesolei dominikánus rendbe. A két fivér a noviciátus évét Cortonában töltötte, itt vette fel a Guido da Fra Giovanni nevet. Fiesoléban a szigorúbb szabályzatot követő Szent Domonkos-kolostort a rend nagy reformátora, Fra Giovanni Dominici (†1419, Buda) alapította. Fra Angelico a kolostorban nagy lelkesedéssel szívta magába Szent Domonkos és Aquinói Szent Tamás tanítását Capuai Rajmund és Giovanni Dominici megvilágításában. 
„…nem csupán a képen ábrázolt szent férfiak és szent asszonyok elevensége, finom és nyájas arckifejezése tesz ránk nagy hatást, hanem az egész kép színezése olyan, mintha valami szent vagy angyal keze munkája volna: így hát igazán joggal nevezték ezt a derék szerzetest Fra Giovanni Angelicónak” – írta Giorgio Vasari mintegy száz évvel később a szentnek vagy angyalinak titulált festőről A legkiválóbb festők, szobrászok és építészek élete című munkájában. 
Számos jel mutatja, hogy a rendtársai által utóbb Angelico (Angyali) névvel megajándékozott szerzetes tevékenységét mint miniatúrafestő kezdte, de csak néhány miniatúrája maradt fenn. Az általa vezetett kolostori műhely évtizedeken át a firenzei miniatúrafestészet központja volt. 
Mesterét nem ismerjük biztosan, pályafutásának kezdetén Lorenzo Monaco, a kamalduli rend szerzetese, egy ideig a kolostor lakója, nagy hatással volt rá. Lorenzo képeinek aprólékos kidolgozása, választékossága, megnyúlt lebegő alakjai, zománcfényű színei a sienai gótika tradícióit folytatják a firenzei festészetben. Fra Angelico művészi kifejezésének és megjelenítésének hagyományait példaképei, előbb Masaccio, majd Uccello és Ghiberti mutatják. Aztán megtalálta egyéni hangját, és természetes közvetlenséggel ábrázolta a bibliai eseményeket, szentek mártíromságát, de vallásos kompozícióit a kora reneszánsz térprobléma ismeretében a toszkánai és umbriai táj lírai környezetében mutatta be.

### San Marco, 1436–1445
1436-ban Cosimo de’ Medici, a frissen hatalomra jutott kereskedő- és bankárcsalád feje, a fiesolei dominikánus szerzeteseknek adta a firenzei San Marco-kolostort és templomot. Az épület újjáépítését Michelozzóra, a Mediciek építészére bízta. A belső dekorációt Fra Angelico és rendtársai készítették. Az eredeti méretű kartonok a mester kezétől származnak, a freskóegyüttes kivitelezői – néhány kompozíció kivételével – tanítványai, segédei lehettek. A kolostort 1442-ben szentelte fel IV. Jenő pápa.
Itt alkotta meg számos „Angyali üdvözlete” közül a legáhítatosabb poézissel telített freskót is. Szelíd ívű boltozat borul a két szépséges figurára, halkan folyó dialógusukat nem zavarja meg a finom kompozíciós fogással a háttér bal oldali sarkában szerényen előtűnő domonkos vértanú sem.

### Vatikán, 1445–1454
1445-ben IV. Jenő pápa Rómába hívta, hogy a Szent Péter-templom egyik kápolnájába freskókat fessen. Ez a műve a templom elbontásával az 1506 utáni években megsemmisült. 1447-ben Fra Angelico szerződést kötött az orvietói dóm műhelyével a San Brizio-kápolna freskóinak megfestésére, de itt csak három hónapot töltött, majd visszatért a Vatikánba. Az elkezdett freskóciklust Luca Signorelli fejezte be. 1447–48-ban V. Miklós pápasága idején segédeivel festette ki a Cappella Niccolinát, a vatikáni palota pápai kápolnáját. A kápolna ragyogó freskódísze ma is a Vatikán egyik büszkesége. Szent Lőrinc és Szent István diakónusok életének főbb eseményeit jeleníti itt meg Fra Angelico az oldalfalakon, Isten fénylő látomása alatt, mely a mennyezeten tárul elénk. 1450-ben Fiesoléban, a kolostor priorjává választották, e tisztségből adódó feladatai miatt csak 1454-ben folytathatta munkáját a Vatikánban. Valószínűleg ekkor készült V. Miklós dolgozószobájának díszítése. Közben rendületlenül festett. Ekkor készült, többek között, a Louvre-ban őrzött, nagyméretű, Mária koronázása táblakép, a római Barberini-képtár Utolsó ítélete, a washingtoni National Galleryben látható Királyok imádása, s ekkor alkotta meg a firenzei San Marco-kolostor további freskó- és táblaképeit: Szent Lőrinc átveszi a pápától az egyház kincseit (1447–1450, Róma, Palazzo del Vaticano).

## Halála és boldoggá avatása
1454-ben ismét Rómában volt, itt halt meg 1455. február 18-án, néhány héttel V. Miklós pápa halála előtt. A római domonkosok Santa Maria sopra Minerva-templomában temették el. Sírkövén a szerzetes közel életnagyságban, reneszánsz portréhűséggel jelenik meg. 
II. János Pál pápa 1982-ben boldoggá avatta a már addig is boldognak nevezett szerzetes-festőt.

## Művészete

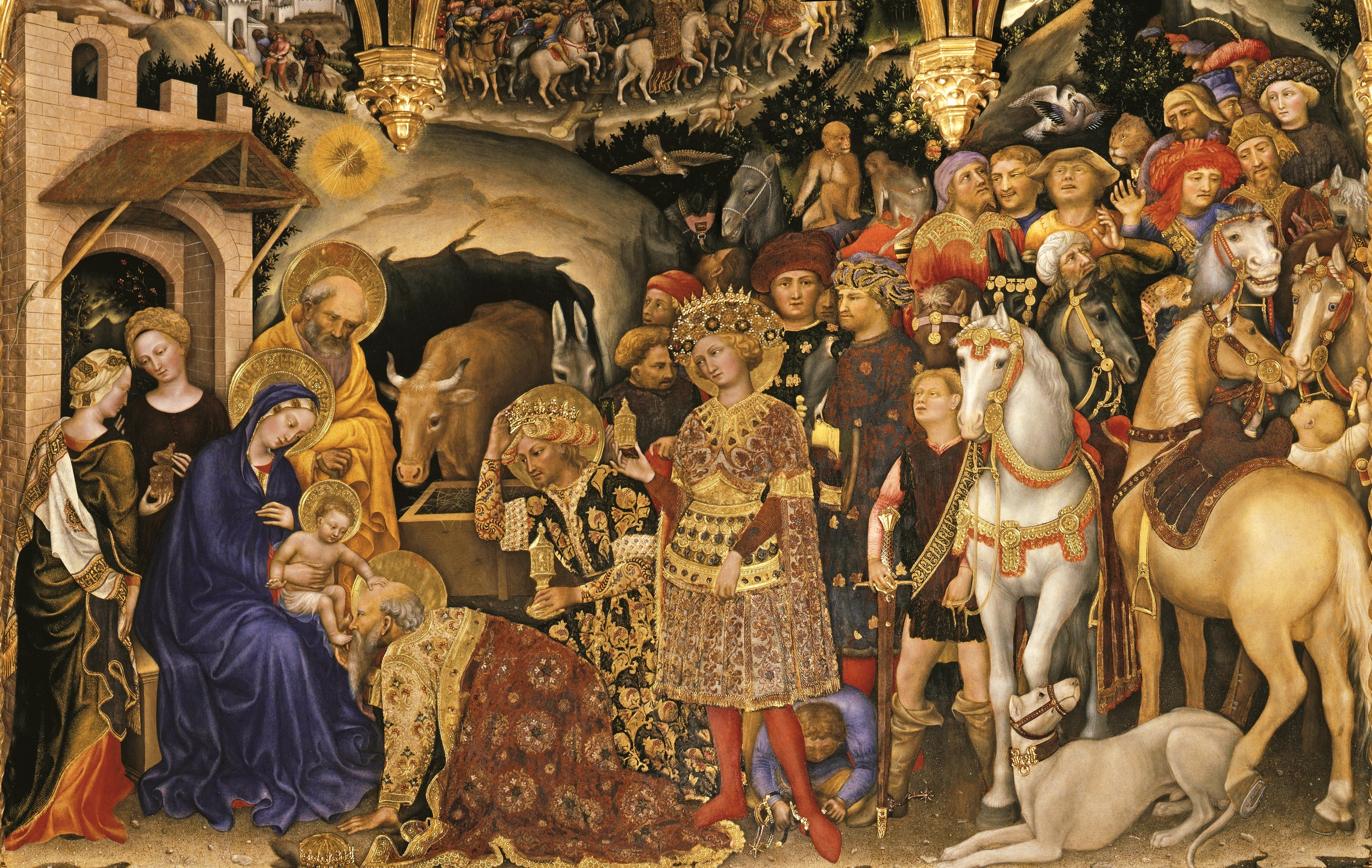
Gentile da Fabriano: A háromkirályok imádása 1423, Tempera, fa. 300×282 cm, Firenze, Uffizi

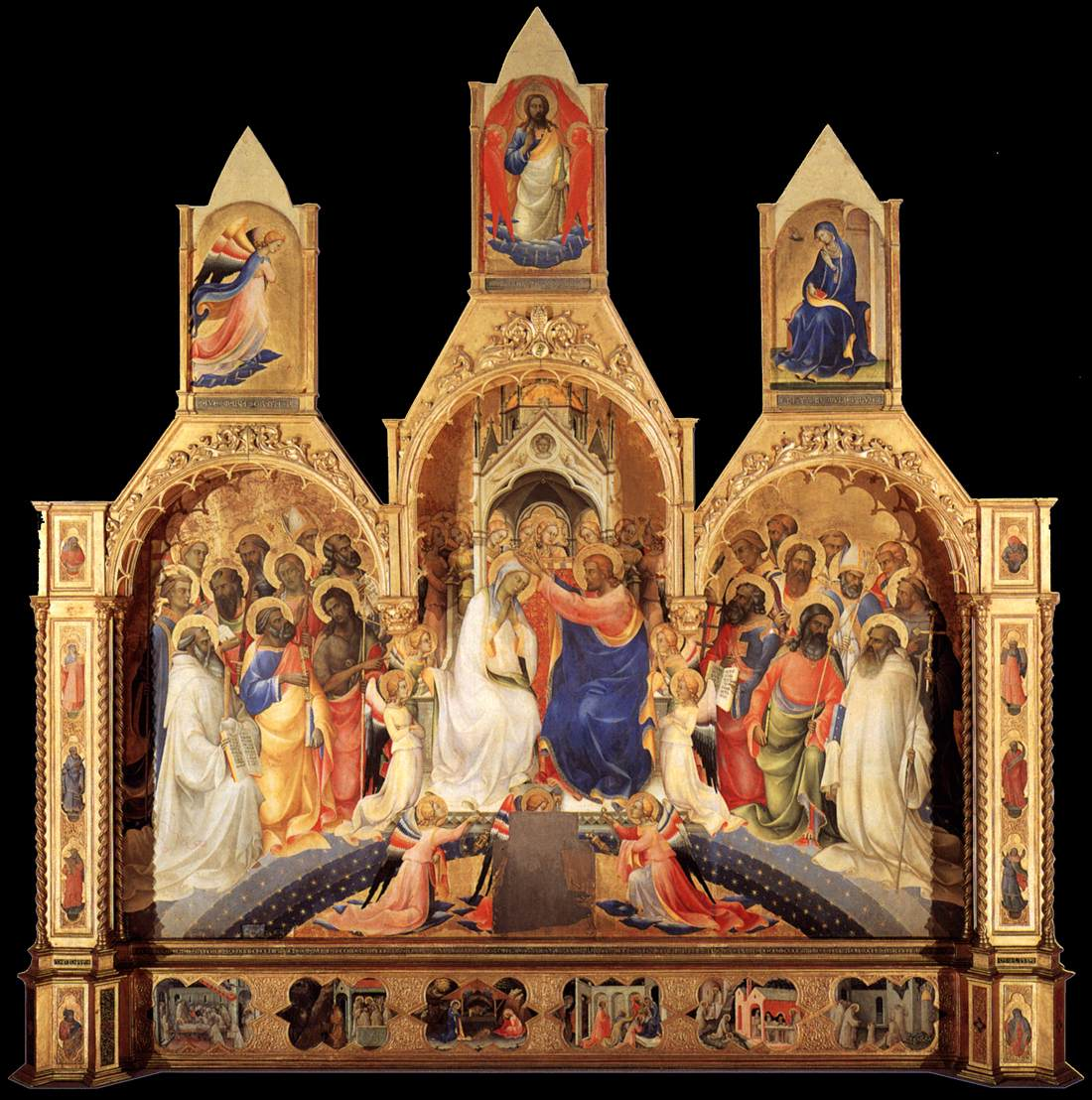
Lorenzo Monaco: Mária koronázása. 1413. Tempera, fa. 337×447 cm, Firenze, Uffizi

Angyali üdvözlet 1430–1432 Prado,
Madrid

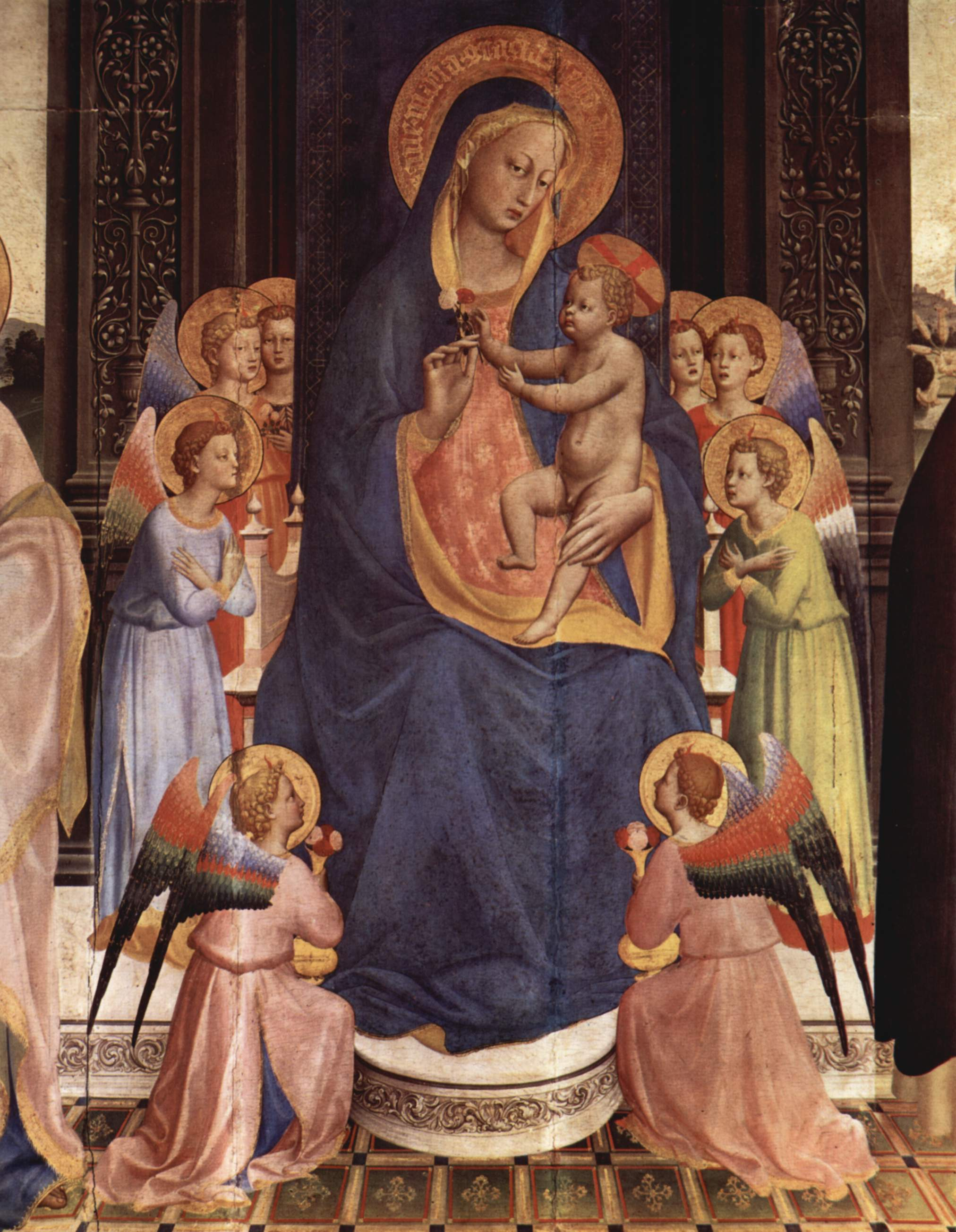
Trónoló Madonna 1428–1430, Fiesole, San Domenico

### Kora
A firenzei quattrocento ellentmondásos festőegyénisége volt. Egyházi tárgyú képeit még a középkori festészetre jellemző csendes líra hatja át, de egy-egy részlet elárulja, mennyire fogékony volt kora vívmányai iránt: alkalmazta a levegőperspektívát, képeinek bizonyos részletei a kortárs építészek hatását mutatják. Ebből a kettősségből adódik műveinek bensőséges, egyben friss hangvétele.
Hogy érhetővé váljon művészete, Fra Angelico életútja, művészi nagysága nem választható el domonkos szerzetesi mivoltától. Ez a státus meghatározó szellemi és morális befolyást gyakorolt a rend tagjaira. A kolduló és prédikáló rendként alapított dominikánus szervezetben az 1348-as nagy pestisjárvány után reformtörekvések jelentkeztek. A szigorúbb rendi előírások betű szerinti betartását követelő irányzat vezetője Giovanni Dominici prédikátor lett, aki az egyház erkölcsi tekintélyének erősítésére, a hagyományos szellem védelmére kelt, a humanizmus világias szemléletével szemben. Tanítása szerint a boldogságnak egyedüli forrása a hit. A művészeti alkotásnak a vallás tételeit kell közvetíteni. A képek szimbólumok, a keresztény dogma illusztrációi, elmélyült meditációra késztetnek, témája Krisztus, Szűz Mária és a szentek élete, amelyből az emberi vonásokat kihangsúlyozva teremthető meg az érzelmi kapcsolat a hívő és a mű között.

### Kortársak, példaképek
15. századi olasz festészet legkedveltebb témája Mária életének ábrázolása. A kompozíció sémáját a hagyományos Istenanya-ábrázolások adják. A Masaccio-kortárs Fra Angelico, akinek festészetében jelentős helyet foglal el Mária életének ábrázolása, szívesen választotta ezt a témát, más-más szellemű feldolgozásban. Lorenzo Monaco miniatúráinak hatására utalnak a Santa Maria Novella-kolostor részére készített négy ereklyetartó alakjainak gyöngyházfényű színével, a gótikus ízlésvilágot tükröző ruharedőivel. A Pradóban látható Angyali üdvözlet színhelyéül Brunelleschi kedvelt motívumát a tökéletesen szabályos, karcsú oszlopokon nyugvó íveket és Massaciónak a firenzei Santa Maria del Carmine-templom Brancacci-kápolnájában található azonos témáját használta. Életművében gyakorta megjelenő téma a három napkeleti bölcs király, szimbolikus tartalmú kellékeikkel. A királyok, azaz a mágusok imádásának első ábrázolása vélhetően az 1420-as évek végén született, és Gentile da Fabriano és Benozzo Gozzoli azonos témájú műveinek hatását mutatja. A vatikáni freskók egy sajátos, az első humanista pápa udvarához jól illő keresztény humanizmus művészi megtestesülései, Raffaello méltó elődei. A pápai udvar igényeinek megfelelően készült freskók szelleme, nyelvezete gyökeresen eltér a San Marco beli falképektől és az oltárképekétől is.

## Összegzés
Fra Angelico festészetére hatottak mindazok az áramlatok, amelyek megújították a 15. század firenzei festészetét. Megtartott valamit a Lorenzo Monaco és Gentile da Fabriano által képviselt gótikus irrealizmusból, de végig megőrizte az elegáns formák, szép vonalak és lágy színek iránti vonzalmát. Stílusát befolyásolta képeinek közönsége, másként festett laikusok és másként rendtársai részére.

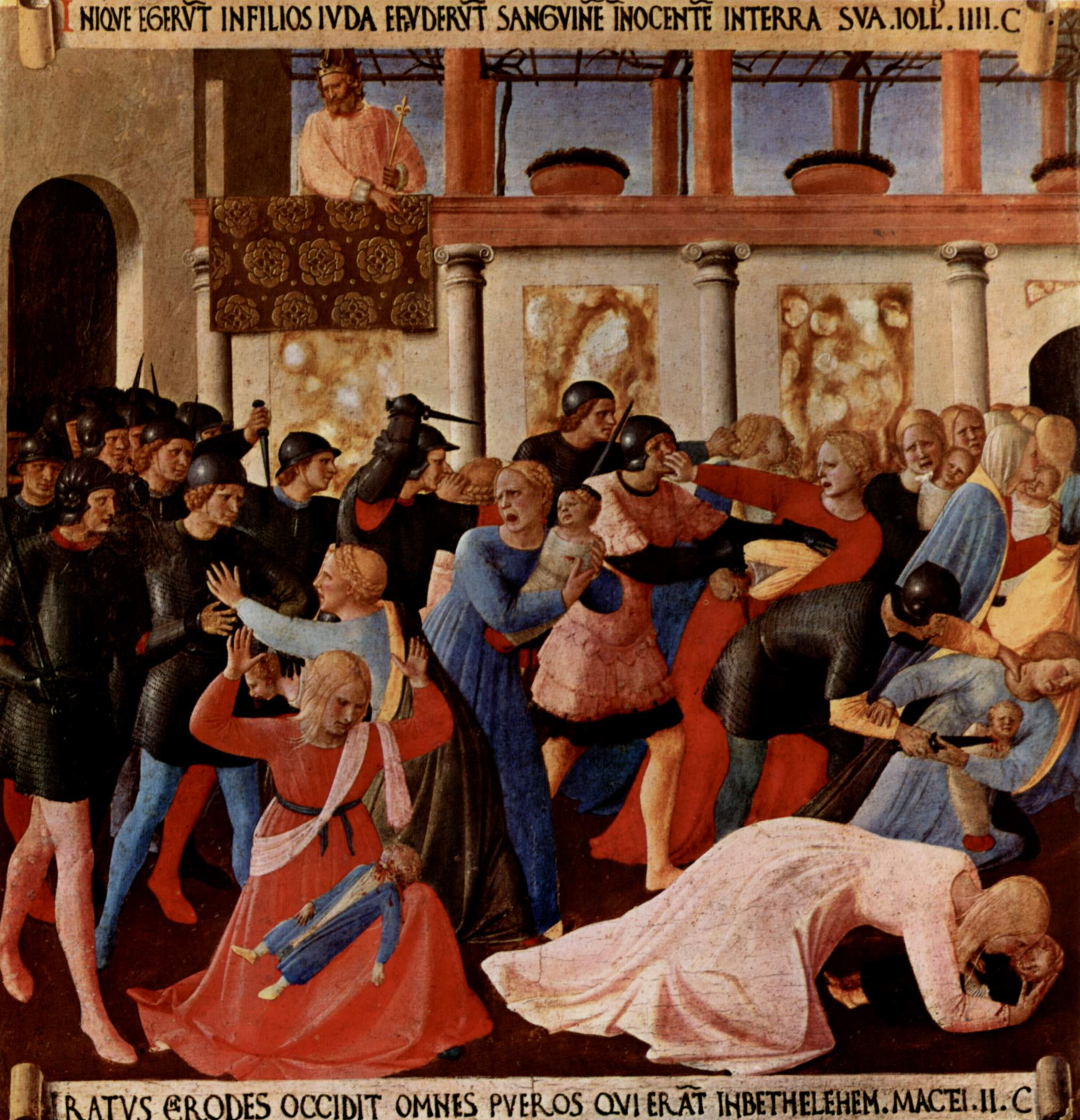
Betlehemi gyermekgyilkosság. Firenze, Museo di San Marco

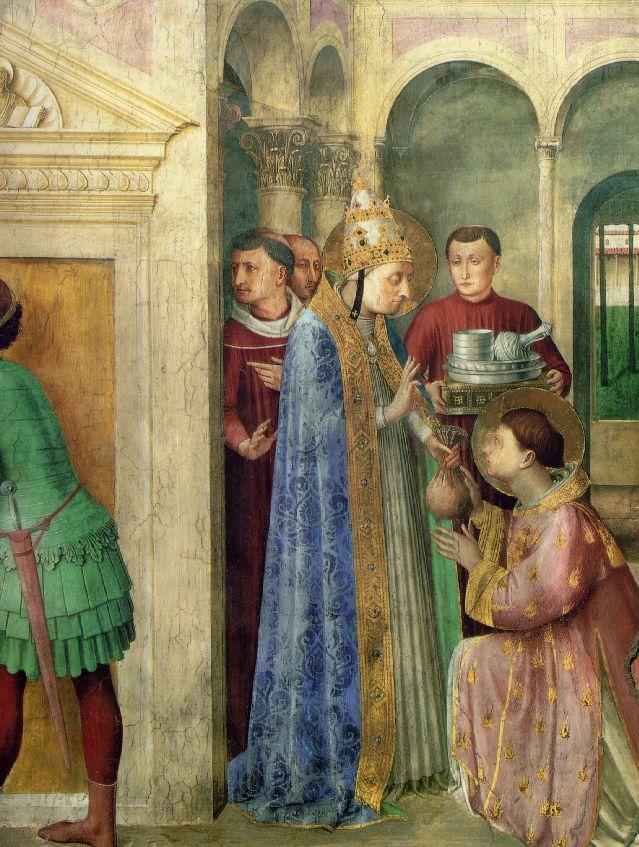
II. Sixtus átadja Szent Lőrincnek az egyház kincseit. Freskó, 1447, 271×205 cm. Róma, Palazzo del Vaticano, Capella Niccolina

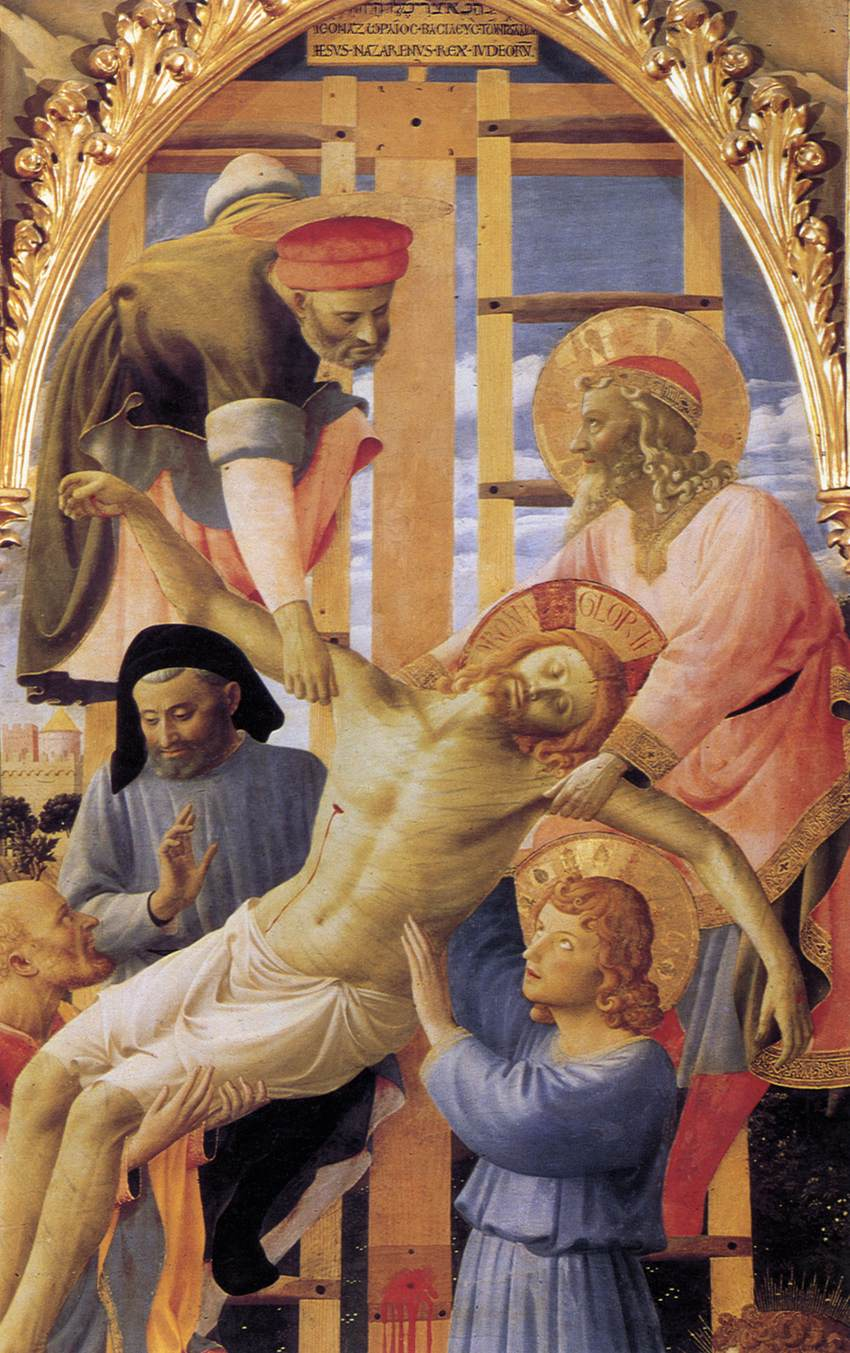
Levétel a keresztről. Firenze, Museo di San Marco

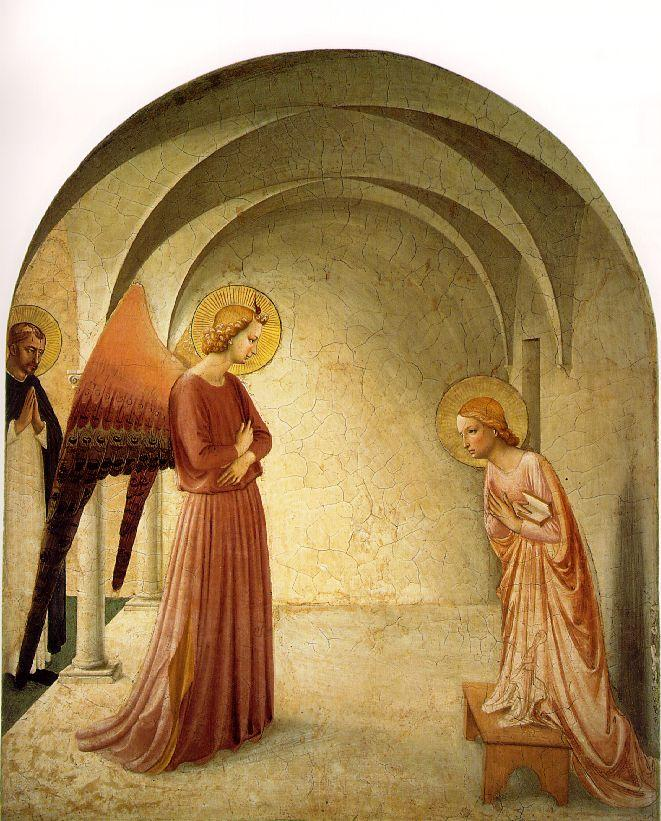
Angyali üdvözlet. Firenze, Museo di San Marco

## Fő művei

### Gyűjtemények
- Szépművészeti Múzeum, Budapest
  - Jelenetek a remeték életéből – 1420 k. 73,5 x 105 cm. Lelt.szám: 7. (Ipolyi Arnold ajándéka, 1872)
- Uffizi, Firenze
  - Mária koronázása – 112×114 cm. 1434–1435
- Museo di San Marco, Firenze
  - Ereklyetartó – a Santa Maria Novella-kolostor részére 1434. k. 84×50 cm
  - Királyok imádása – Részlet a Takácsok tabernákuluma predellájáról 1433
  - Madonna a gyermek Jézussal – San Pietro Martire-templom oltárképe 1425–1428. 137×168 cm
  - Madonna szentekkel – A San Marco-kolostor oltárképe 220×227 cm. 1438–1440
  - Madonna szentekkel – Bosco ai Frati-i oltárkép 1450. 200×174 cm
  - Krisztus kigúnyolása – Részlet a firenzei Santissima Annunziata-templom kincses szekrényéről 1450. 38,5×37 cm
  - Keresztvitel – Részlet a firenzei Santissima Annunziata-templom kincses szekrényéről 1450. 38,5×37 cm
  - Krisztus siratása – 1436. 105×164 cm
  - Levétel a keresztről – 1437–1440. 176×185 cm. (Michelozzo alítólagos portréjával)
  - Utolsó ítélet – 1432–1435. 105×210 cm
  - Betlehemi gyermekgyilkosság – Részlet a firenzei Santissima Annunziata-templom kincses szekrényéről 1450, 38,5×37 cm
- Galleria Nazionale, Róma
  - Utolsó ítélet – 56×74 cm. 1447
- Galleria Nazionale, Perugia
  - Trónoló Madonna – A perugiai San Domenico-templom oltárának középrésze 128×80 cm. 1435–1436
- Museo Diocesano, Cortona
  - Trónoló Madonna – A cortonai tripychon középrésze 218×80 cm. 1435
- Abbeg-gyűjtemény, Zürich
  - Királyok imádása – 63×54 cm. 1430
- Städelsches Kunstinstitut, Frankfurt
  - Madonna tizenkét angyallal – 37×28 cm. 1428–1430
- Louvre, Párizs
  - Mária koronázása – 240×3211 cm. 1434–1435
- Prado, Madrid
  - Angyali üdvözlet – 194×194 cm. 1430–1432
  - Királyok imádása – oltárképrészlet
- National Gallery, London
  - Szentek serege – a fiesolei oltárkép predellájáról 32×21,5 cm

### Freskók
- Kálvária – Firenze, San Marco-kolostor, káptalanterem 550×950 cm. 1441–1442
- Királyok imádása és pietá – Firenze, San Marco-kolostor 39. számú cellája 184×362 cm. 1438–1450
- Angyali üdvözlet – Firenze, San Marco-kolostor folyosója 230×321 cm. 1438–1450
- Angyali üdvözlet – Firenze, San Marco-kolostor 3. számú cellája 190×164 cm. 1438–1450
- Mária koronázása – Firenze, San Marco-kolostor 9. számú cellája 184×167 cm. 1438–1450
- Krisztus színeváltozása – Firenze, San Marco-kolostor 6. számú cellája 193×164 cm. 1438–1450
- Krisztus kigúnyolása – Firenze, San Marco-kolostor 7. számú cellája 188×164 cm. 1438–1450
- Keresztvitel – Firenze, San Marco-kolostor 28. számú cellája 165×146 cm. 1438–1450
- Krisztus a kereszten Szent Domonkossal – Firenze, San Marco-kolostor bejárati kapujával szemben 340×155 cm. 1348–1450
- Szent István alamizsnát oszt – 322×472 cm. Róma, Palazzo del Vaticano, 1447
- Szent István prédikációja – 322×412 cm. Róma, Palazzo del Vaticano, Capella Niccolina, 1447
- Szent István kiűzetése és megkövezése – 322×473 cm. Róma, Palazzo del Vaticano, Capella Niccolina, 1447
- II. Sixtus átadja Szent Lőrincnek az egyház kincseit – 271×205 cm. Róma, Palazzo del Vaticano, Capella Niccolina, 1447
- Szent Lőrinc Decius előtt – 271×473 cm. Róma, Palazzo del Vaticano, Capella Niccolina, 1447
- Szent Lőrinc alamizsnát oszt – 271×205 cm. 271×205 cm. Róma, Palazzo del Vativano, Capella Niccolina, 1447

### Oltárképek
- Trónoló Madonna – Fiesole, San Domenico 212×230 cm. 1428–1430
- Szent Miklós gabonacsodája – Perugia, San Domenico-templom oltárkép